# Prinsesse Mononoke
Prinsesse Mononoke (もののけ姫 Mononoke Hime) er en animefilm instrueret af japanske animator Hayao Miyazaki. Animeen er udgivet første gang i 1997 i Japan og i 1999 i USA. I 2010 blev den så  vist i de danske biografer, dog med japansk tale og danske undertekster. I 2011 udkom den på DVD i Danmark med både et dansk og et japansk lydspor samt danske undertekster.

## Synopsis

### Handling
Filmen foregår i Muromachi-perioden i Japan. I animeen ser kampen mellem skovens ånder, som forsvarer naturen og søger dens bevarelse mod menneskenes behov for ressourcerne fra naturen.

## Personer

### Ashitaka (アシタカ)
Ashitaka er animeens hovedeperson og helten, som ikke vælger side, men søger at skabe harmoni natur og mennesker imellem. Den 18-årige prins fra Emishi drager ud, da han efter et forsvar af sin by er blevet forbandet og søger at hæve forbandelsen. Han drager ud for at finde skovens øverste ånd Shishigami for at bede den om hjælp.

### San (サン; Prinsesse Mononoke もののけ姫)
San er en menneskepige adopteret af ulvegudinden Moro; hun foragter menneskenes ødelæggelse af naturen og kæmper bravt imod. San forelsker sig i Ashitaka, og hendes syn på menneskene mildnes, selv om hun dog aldrig tilgiver menneskene deres gerninger mod naturen.
Mononoke er intet navn, men mere et generelt ord på japansk for ånd, gud og/eller monster. I animeen er hun klart en god person blindet af hadet mod menneskenes ugerninger mod naturen. 

### Eboshi (エボシ)
Eboshi er lederen i jernværket (hvor det meste af handlingen foregår). Hun bekymrer sig meget for dem omkring sig, selv de spedalske som ingen ellers vil have noget  at gøre med. Hun er som San af hele sit hjerte et godt menneske, og selv om hun en god del af vejen kan tolkes som ond, er hun blot forblændet af sine mål.
Eboshi ønsker dem hun bekymrer sig for det bedste, og hun skyer ingen midler i at hjælpe dem, der før var forsømt. I sin søgen i at hjælpe tyer hun til våbenmagt og har folk til at udvikle bedre rifler, så hun kan bekæmpe skovens øverste ånd. Jigo har nemlig overbevist Eboshi om, at åndens død vil hjælpe byen. 

### Moro
Moro er en 300 år gammel ulvegudinde, der lever i Shishigami skoven med sin klan som består af Moro, Moros to ulveunger og San også kaldet Prinsesse Mononoke eller Ulveprinsessen. Moro foragter mennesker. Moro er meget gammel hun siger at hun vil bruge sit sidste bid til at dræbe Eboishi. Okkotos Vildsvineklan kommer til Shishigami skoven for at ødelægge jernværket. Okkoto er blind så San bestemmer sig for at hjælpe ham. Men alligevel bliver Okkoto forvandlet til en dæmon. San prøver at forhindre det, men bliver opslugt. Ashitaka prøver at rede San men til sidst bliver det Moro det redder San. Både Moro og Okkoto dør.